# Lelio Lagorio
Lelio Lagorio (n. 9 noiembrie 1925, Trieste, Regatul Italiei – d. 7 ianuarie 2017, Florența, Italia) a fost un politician italian, primarul Florenței, președinte al Toscanei, europarlamentar, membru al Camerei deputaților și ministru.